# Alligator Sky
"Alligator Sky" là bài hát của nghệ sĩ người Mỹ Owl City từ album phòng thu thứ ba All Things Bright and Beautiful.

## Danh sách track
1. "Alligator Sky" (với Shawn Chrystopher) — 3:05
2. "Alligator Sky" (không Rap) — 3:14
3. "Alligator Sky" (Long Lost Sun Remix) — 3:08
4. "Alligator Sky" (với B.o.B) — 3:15
5. "Alligator Sky" (với Big Boi) - 3:07

## Bảng xếp hạng
| Bảng xếp hạng (2011)           | Vị trí cao nhất |
| ------------------------------ | --------------- |
| Đan Mạch Airplay (Tracklisten) | 11              |
| German Youth Airplay Chart     | 17              |
| German Airplay Chart           | 68              |